# Bogoševo
Bogoševo (cirill betűkkel Богошево) egy falu Szerbiában, a Pcsinyai körzetben, a Vladičin Hani községben.

## Népesség
A lakosok száma 1948-ban 455, 1953-ban 459, 1961-ben 446, 1971-ben 420, 1981-ben 285 1991-ben 218, 2002-ben pedig 176 lakosa volt, akik mindannyian szerbek.